# Bafélé
Bafélé est une localité située dans le département de Dori de la province de Séno dans la région Sahel, au Burkina Faso.